# Andrei Ruckenstein
Andrei Eli Ruckenstein (* 11. Februar 1955) ist ein US-amerikanischer  theoretischer Festkörperphysiker und Hochschullehrer an der Boston University.
Ruckenstein stammt aus Rumänien. Er erhielt 1971 einen Abschluss in Klavier und Dirigieren an der nationalen rumänischen Musikschule. Ruckenstein studierte Physik an der Harvard University (Bachelor-Abschluss 1978) und an der Cornell University mit dem Master-Abschluss 1981 und der Promotion bei Eric D. Siggia 1984 (Bose condensation, hydrodynamics and magnetic relaxation in spin-polarized hydrogen). Anschließend war er 1984/85 Angestellter an den Bell Laboratories. 1985 wurde er Assistant Professor an der University of California, San Diego, 1988 Associate Professor an der Rutgers University, wo er sich mit Biophysik befasste, und ab 2007 war er Professor an der Boston University. 2007 bis 2013 war er dort Vizepräsident für Forschung und Associate Provost.
1988 bis 1993 war er Sloan Research Fellow. 1994 erhielt er einen Humboldt-Forschungspreis. Er ist Fellow der American Physical Society. 2013 wurde er Mitglied der Massachusetts Academy of Sciences.
Er befasst sich mit stark korrelierten Systemen wie Hochtemperatursupraleitern und Modellen für klassische Rechner in der statistischen Mechanik. Mit Kollegen entwickelte er 2017 einen neuen Zugang zu klassischen Rechnern, in dem er die Berechnungsergebnisse eines universalen reversiblen klassischen Logik-Schaltkreises auf den Grundzustand eines quantenmechanischen planaren Vertexmodells abbildete. Außerdem untersucht er den Zusammenhang von Gentranskription und klassischen Berechnungsmodellen.

## Schriften (Auswahl)
- mit G. Kotliar: New Functional Integral Approach to Strongly Correlated Fermi Systems: The Gutzwiller Approximation as a Saddle Point, Phys. Rev. Lett., Band 57, 1986, S. 1362
- mit P. J. Hirschfeld, J. Appel: A Mean Field Theory of High-Tc Superconductivity: The Superexchange Mechanism, Phys. Rev. B, Band 36, 1987, S.  857
- mit Chandra M. Varma, P. B. Littlewood, S. Schmitt-Rink, E. Abrahams: Phenomenology of the Normal State of Cu-O High-Temperature Superconductors, Phys. Rev. Lett., Band 63, 1989, S. 1996, Errata Band 64, 1990, S. 497
- mit Vasisht R. Tadigotla, Daibhid O’Maoileidigh, Anirvan M. Sengupta, Vitaly Epstein, Richard H. Ebright, Evgeny Nudler: Thermodynamic and Kinetic Modeling of Transcriptional Pausing, Proc.Nat. Acad. Sci. USA, Band 103, 2006, S. 4439
- mit C. Chamon, E. R. Mucciolo, Z.-C. Yang: Quantum vertex model for reversible classical computing, Nature Communications, Band 8, 2017, S. 15303